# Das Haus des Engels
Das Haus des Engels (Originaltitel: La casa del ángel) ist ein argentinisches Filmdrama in Schwarzweiß aus dem Jahr 1957 von Leopoldo Torre Nilsson, der auch – zusammen mit seiner späteren Ehefrau Beatriz Guido und Martín Rodríguez Mentasti – das Drehbuch verfasst hatte. Es basiert auf dem gleichnamigen Roman von Beatriz Guido. In den Hauptrollen sind Elsa Daniel, Lautaro Murúa, Guillermo Battaglia und Berta Ortegosa zu sehen. Seine Uraufführung erlebte das Werk am 11. Juli 1957 in Argentinien. In der Bundesrepublik Deutschland hatte er seine Premiere am 10. Februar 1969 im Programm des Zweiten Deutschen Fernsehens ZDF.

## Handlung
Argentinien in den 1920er Jahren. Streng behütet von ihrer Mutter und einer Erzieherin wachsen Ana und ihre älteren Schwestern auf. Deren Vater ist ein reicher und einflussreicher Großgrundbesitzer. Um die erwachenden erotischen Empfindungen Anas zu unterbinden und sie „rein“ zu halten, wird das sensible Mädchen nicht nur von den Schwestern isoliert, sondern vor allem auch von der Umwelt weitgehend abgeschirmt. Dennoch kann die Mutter, die mit großer Unnachgiebigkeit ihre prüden und bigottischen religiösen Vorurteile den Kindern aufzwängt, nicht verhindern, dass Ana zufällig mit dem jungen heißblütigen Politiker Pablo Aguirre zusammentrifft und für diesen Mann heimlich zu schwärmen beginnt. In ihren Augen wird er zum Helden, als er in der Abgeordnetenkammer für die Redefreiheit eintritt. Dies aber ruft die politischen Gegner Pablos auf den Plan. Es kommt zu einer heftigen Auseinandersetzung, in deren Verlauf Pablo den Abgeordneten Esquirel öffentlich ohrfeigt, der ihn daraufhin zum Duell fordert. Anas Vater, der Pablo freundlich gesinnt ist, stellt den Garten seines Gutes für das Duell zur Verfügung. In der Nacht vor dem Duell geht Ana zu Pablo ins Gästezimmer und gibt sich ihm freiwillig-unfreiwillig hin. Pablo überlebt das Duell, aber Ana beginnt ihn nun so sehr zu hassen, dass sie ihm den Tod wünscht.
Jahre vergehen; die Mutter stirbt, die Schwestern heiraten. Regelmäßig begegnet Ana ihrem einstigen Geliebten, der ihr Leben zerstört hat, dessen Bild sie aber ständig verfolgt. Eine hilflose Geste, ein schweigender, verlegener Blick, sind die einzigen, zaghaften Hinweise auf eine schwärmerisch-romantische, aber kurze Bindung, von der niemand je etwas erfahren wird, weil sie unerlaubt, nämlich „sündhaft“, war.

## Kritiken
Der Evangelische Film-Beobachter zieht folgendes Fazit: „Am Beispiel des individuellen Schicksals eines jungen Mädchens, das dank falscher Erziehung am Leben zerbricht, werden die Isolation, die überholten Anschauungen und Lebensgewohnheiten und die Dekadenz der argentinischen Führungssicht deutlich gemacht. Einer der besten und im Hinblick auf sein Gesamtwerk wichtigsten Filme von Leopoldo Torre Nilsson, der zur Auseinandersetzung (ab 18) empfohlen werden kann.“
Zu einer sehr positiven Einschätzung gelangt auch das Lexikon des internationalen Films: „Der argentinische Regisseur Torre Nilsson wurde mit diesem melancholisch-bitteren Liebesdrama international bekannt. Hinter der lyrischen Geschichte zweier ‚Königskinder‘, die nicht zueinanderfinden können, verbirgt sich ein politischer Hintergrund: Die Eltern der Heldin erscheinen als allegorische Verkörperung des Perón-Regimes, das zwei Jahre zuvor (1955) gestürzt worden war.“